# Reinhard von Scheffer-Boyadel

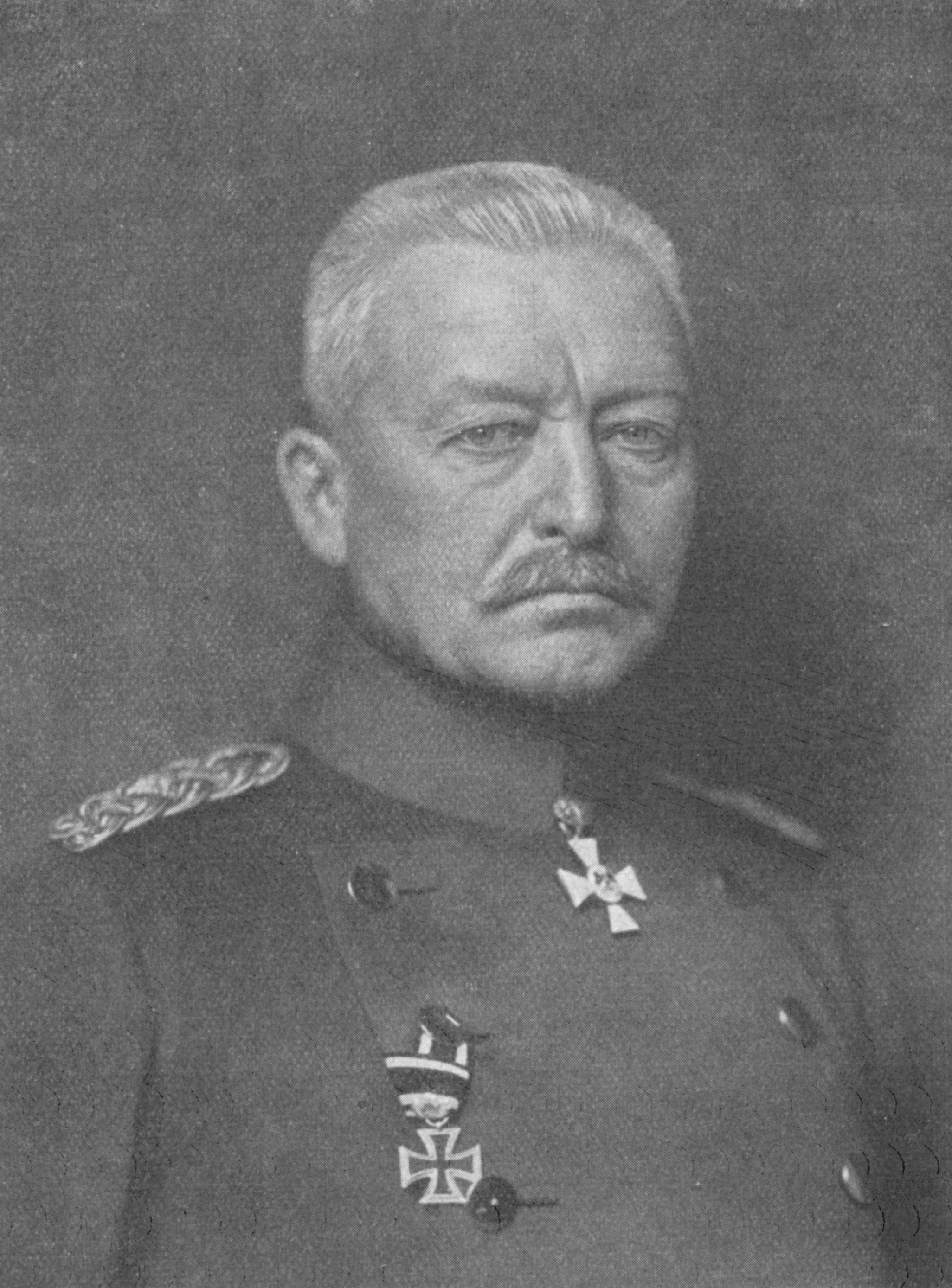
Reinhard von Scheffer-Boyadel

Reinhard Gottlob Georg Heinrich Freiherr von Scheffer-Boyadel (* 28. März 1851 in Hanau; † 8. November 1925 in Boyadel) war ein preußischer General der Infanterie im Ersten Weltkrieg.

## Leben
Reinhard war ein Sohn des kurfürstlich hessischen und später königlich preußischen Regierungsrats Eduard Scheffer (1818–1899). 1870 trat er als Freiwilliger in die Preußische Armee ein, nahm am Krieg gegen Frankreich teil und wurde mit dem Eisernen Kreuz II. Klasse ausgezeichnet. Im Februar 1871 erfolgte seine Beförderung zum Sekondeleutnant. Nach dem Besuch der Kriegsakademie wurde er 1883 zum Hauptmann befördert. Im Jahre 1894 wurde von Scheffer zum Oberstleutnant ernannt und als solcher fungierte er als Chef des Generalstabes des Gardekorps. Nach seiner Beförderung zum Oberst ernannte man ihn 1899 zum Kommandeur des Kaiser Alexander Garde-Grenadier-Regiments Nr. 1. Er übernahm dann 1901 als Generalmajor die 3. Garde-Infanterie-Brigade und kam 1903 als Oberquartiermeister in den Großen Generalstab. Dort wurde er 1904 Generalleutnant.
Im gleichen Jahr ernannte man ihn zum Kommandeur der 2. Garde-Division. 1908 folgte die Beförderung zum General der Infanterie und die Ernennung zum Kommandierenden General des XI. Armee-Korps. In Genehmigung seines Abschiedsgesuchs wurde Scheffer am 31. Dezember 1913 zur Disposition sowie à la suite des Kaiser Alexander Garde-Grenadier-Regiments Nr. 1 gestellt.
Mit Ausbruch des Ersten Weltkriegs wurde Scheffer reaktiviert und im Abschnitt der 9. Armee zum Kommandierenden General des in Polen eingesetzten XXV. Reserve-Korps ernannt. Im November 1914 führte er im Kessel von Lowitsch das Kommando über sämtliche eingeschlossenen Truppenverbände, dazu gehörten die 3. Garde-Division unter General Karl Litzmann, das Höhere Kavallerie-Kommando 1 (HKK 1) unter General Manfred von Richthofen sowie die Reste der 72. Infanterie-Brigade. Am 22. November 1914 gab General von Scheffer-Boyadel den Befehl zum Durchbruch nach Osten bei Brzeziny, der am 24. November trotz der Eiseskälte von −20 °C und der Mitführung von 2.000 Verwundeten und 10.000 Gefangenen gelang. Dafür erhielt er am 2. Dezember 1914 den Orden Pour le Mérite.
Vom 3. September 1916 bis 17. September 1917 führte er das Kommando über das XVII. Reserve-Korps und war Oberbefehlshaber der Armeeabteilung Scheffer an der mittleren Ostfront. Anschließend übernahm er bis 1918 das Kommando über das Generalkommando 67. Im Dezember 1918 wurde er in den Ruhestand versetzt.
Scheffer, der seit 1887 Besitzer der Burg Brandenstein bei Schlüchtern-Elm war, ließ die Burg umbauen und den Burgberg aufforsten. Seine Frau Margarete war die Tochter  des Großindustriellen Carl Adolf Riebeck. Seinen ersten Besitz Brandenstein verkaufte er 1895 an Gustav von Brandenstein.
Bereits 1890 wurde er im Neuen Palais zu Potsdam nobilitiert und 1906 wurde Scheffer durch Kaiser Wilhelm II. in den preußischen Freiherrnstand mit dem Namenszusatz Boyadel erhoben. Es galt zudem eine Bindung an den gleichnamigen Familienfideikommiss in Niederschlesien.
Im Jahre 1905 erwarb Reinhard von Scheffer die zuvor seit 325 Jahren in den Händen der Familie von Kottwitz befindliche Herrschaft Boyadel in Niederschlesien. Nach seinem Tode wurde sein Sohn Adolf Freiherr von Scheffer-Boyadel (1886–1945) bis zur Enteignung Besitzer der 2690 ha Herrschaft und des Schlosses Boyadel.

## Auszeichnungen
- Schwarzer Adlerorden mit Kette[4]
- Kronenorden II. Klasse mit Stern[4]
- Eisernes Kreuz (1914) I. Klasse[4]
- Ehrenkreuz I. Klasse des Fürstlichen Hausordens von Hohenzollern[4]
- Großkreuz des Hausordens Albrechts des Bären[4]
- Großkreuz des Ordens vom Zähringer Löwen[4]
- Großkomtur des Bayerischen Militärverdienstordens[4]
- Großkreuz des Verdienstordens Philipps des Großmütigen[4]
- Reußisches Ehrenkreuz I. Klasse[4]
- Großkreuz des Hausordens vom Weißen Falken[4]
- Großkreuz des Herzoglich Sachsen-Ernestinischen Hausordens[4]
- Lippischer Hausorden I. Klasse[4]
- Waldeckisches Militär-Verdienstkreuz III. Klasse[4]
- Großkreuz des Erlöser-Ordens[4]
- Großkomtur des Ordens der Krone von Italien[4]
- Orden der Eisernen Krone I. Klasse[4]
- Russischer Orden der Heiligen Anna II. Klasse mit Brillanten[4]
- Komtur II. Klasse des Schwertordens[4]
- Mecidiye-Orden II. Klasse[4]